# جبهة الإنقاذ الوطني (رومانيا)

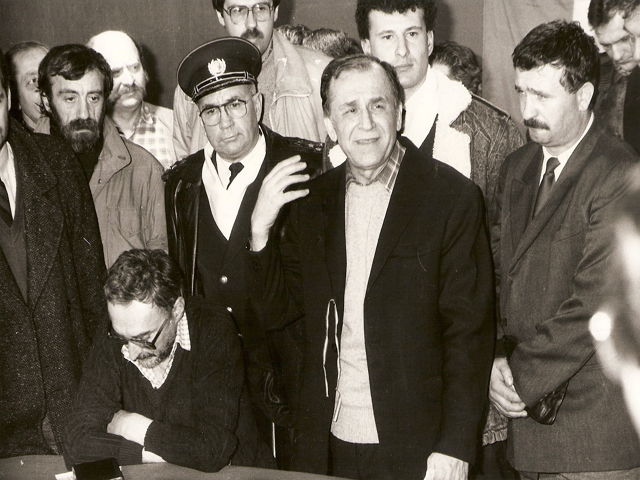

جبهة الإنقاذ الوطني (بالرومانية: Frontul Salvării Naţionale, FSN) كان اسم التحالف الذي سيطر على رومانيا في الأسابيع الأولى بعد الانقلاب ضد حكومة نيكولاي تشاوشيسكو. في وقت لاحق تحولت جبهة الإنقاذ إلى حزب سياسي سلطوي يسيطر على مقاليد الحكم في البلاد، وهو سلف اثنين من الأحزاب السياسية الرئيسية الثلاثة التي تتنافس على السلطة حاليا: الحزب الاشتراكي الديمقراطي (PSD) والحزب الديمقراطي (PD).